# 自然宿主

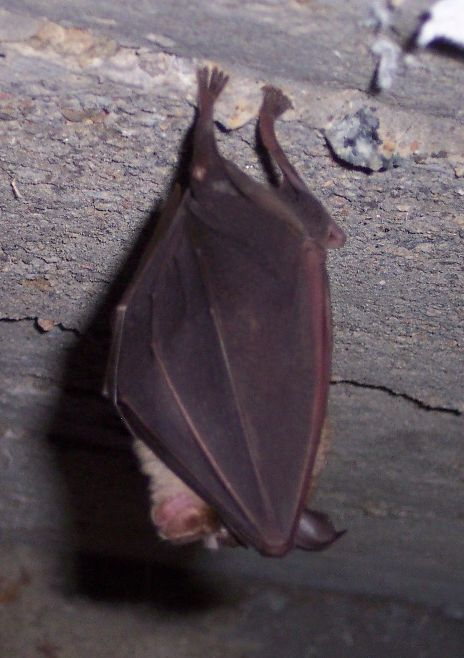

自然宿主（natural reservoir，亦作），又名存储宿主、保虫宿主、儲備宿主或储蓄宿主，是一個流行病学或感染性生態學的專有名詞，指病原体天然棲息及繁殖，又或赖以为生的環境，而這些環境就由其宿主提供，一些可以讓寄生蟲或寄生，但對寄生蟲無損，亦對其本身無損的物種。舉例說：某些寄生蟲可以寄生於人、也可以寄生於脊椎动物，寄生于脊椎动物的在一定条件下可傳给人的寄生虫。亦有其他定義將生物以外的環境同樣視作宿主的一種，例如：受污染的水或空氣。對於這些非生物的「宿主」，有翻譯建議稱之為「天然儲積所」。